# Orlando R. Marsh
Orlando R. Marsh (6 de agosto de 1881 - 7 de septiembre de 1938) fue un ingeniero eléctrico e inventor estadounidense, que intervino en el desarrollo de la técnica electromecánica de grabación de discos fonográficos.

## Semblanza
Orlando Marsh creció en Wilmette (Illinois).
A principios de la década de 1920, cuando residía en Chicago, se convirtió en pionero de la grabación eléctrica de discos fonógraficos con micrófonos, en una época en la que la grabación acústica con bocinas era una práctica de carácter general. En 1922 fundó su propia empresa, la firma Marsh Laboratories, Inc., ubicada en el séptimo piso del edificio Lyon & Healy, cerca de la esquina de las calles Wabash y Jackson en Chicago. La firma Marsh ya no existe, pero el edificio sigue en pie y es parte de Universidad DePaul.(1)
El 28 de abril de 1923, la revista Time publicó la noticia de que un dispositivo inventado por Orlando R. Marsh se utilizó con éxito para realizar una grabación de música de órgano, hasta ahora considerado algo imposible. Se comentaba que el organista neoyorquino Pietro A. Yon tocó su composición para órgano "Jesu Bambino" en el laboratorio de Marsh en Chicago, y que la reproducción fue descrita como excelente. El artículo continuaba diciendo que este logro parecía abrir un nuevo campo para el fonógrafo.
Las grabaciones más conocidas de Marsh fueron duetos de Joe King Oliver y Jelly Roll Morton en el sello discográfico Autograph Records, registradas a 78 rpm. Sus discos de la Autograph más vendidos serían las interpretaciones de Jesse Crawford tocando en 1924 el órgano de tubos Wurlitzer en el Chicago Theatre, registradas utilizando su entonces nuevo sistema de grabación eléctrico. Estos éxitos se produjeron anticipándose a Victor Talking Machine Company y Columbia Records, que comenzarían a utilizar el método de grabación eléctrica microfónica con licencia de Western Electric en 1925.
Orlando Marsh también participó en la primera organización de programas de radio sindicados empleando discos. Los comediantes Freeman Gosden y Charles Correll grabaron eléctricamente los episodios de su programa nocturno de radio Amos 'n' Andy para la emisora WMAQ (AM) en los Laboratorios Marsh, antes de que pasara a ser transmitido en vivo durante el período 1928-1929.(3)
Ocasionalmente, se encuentran grabaciones especializadas de Marsh Laboratories, datadas desde finales de la década de 1920 hasta principios de la de 1940.